# Sarkis V (ormiański patriarcha Konstantynopola)
Sarkis V (ur. ?, zm. ?) – w latach 1860–1861 68. ormiański Patriarcha Konstantynopola.